# Arearea
Arearea es una obra pintada por el francés Paul Gauguin, en 1892, durante su estancia en Tahití. También se conoce informalmente como «El perro rojo». Desde 1961 está el Museo de Orsay de París. Se conoce por la referencia núm. 469 del catálogo de Wildenstein.

## Estilo
La corriente artística al que representa es el expresionismo. La obra recupera el concepto de la sinestesia, un recurso que intenta fusionar pintura y música. Además de la función decorativa se trata de activar los sentidos equiparando el ritmo de formas y colores con el sonido o el movimiento. La mujer que toca la flauta y las figuras del fondo que danzan refuerzan la asociación con la música.
En una entrevista publicada en el Écho de Paris, en 1895, el periodista pregunta a Gauguin por qué pinta perros rojos y ríos naranja. El pintor explica que son formas y colores intencionados. No pretende representar nada real sino crear una armonía de colores y líneas que sugieran sensaciones de la misma manera que lo hace la música.

## Tema

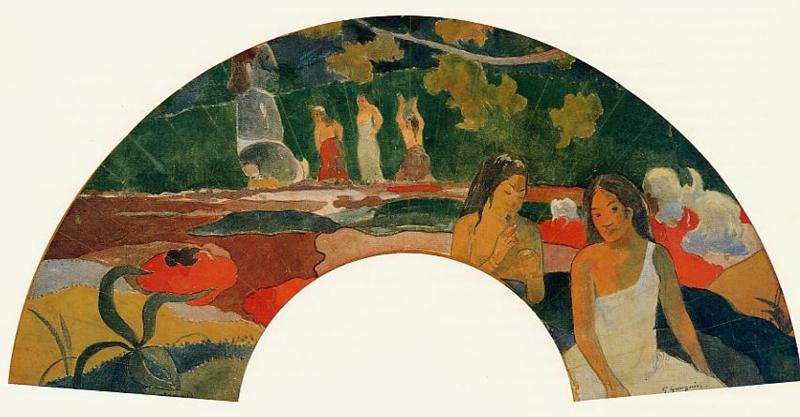
Arearea II (1892), acuarela sobre lino en forma de abanico.

La palabra arearea es tahitiana (en tahitiano normalizado 'ārearea) y quiere decir pasatiempo, diversión o entretenimiento alegre y gozoso. En el cuadro se observa en primer plano un perro y una pareja de mujeres, una tocando una especie de flauta y otra escuchando. 
La mujer que escucha es la figura central de la escena, nos introduce totalmente en ella mediante su mirada, al tiempo que con la inclinación del rostro nos invita a escuchar la música que hace su compañera; esta misma música es la que nos trasporta hasta el fondo de la escena, donde vemos otras tres personas bailando ante un ídolo. Es una escena que refleja el carácter primitivo de Tahití, justamente lo que buscaba Gauguin cuando "huye" de París. 
Este primitivismo también viene dado por otros factores: el rostro de la pareja que se encuentra sentada, el paisaje tropical de colores saturados, el tótem que se encuentra en el fondo de la obra, los vestidos con simples pareos y finalmente, el instrumento que toca la mujer de la izquierda que está en primer plano, que es una flauta típica de Tahití.
Gauguin volvió a pintar un perro rojo en Pastorales tahitianos (1892). Durante su primera estancia en Tahití tenía un perro que llamaba «Pego», la pronunciación francesa de P. Gau.

## Aspectos formales
- La composición. La obra se caracteriza por su complejidad organizativa. No hay simetría y las líneas curvas refuerzan la sensación de movimiento musical. La superposición de planos elimina la perspectiva y la profundidad. Tal como explica la palabra arearea, el ambiente que transmite la composición del cuadro es de animación tranquila. En cambio, el perro en el primer plano provocó la hilaridad de los críticos.
- La línea. En la obra se combina la línea de trazo continuo y línea recorte. El contorno de las dos mujeres que están sentadas en el suelo y el del perro se caracteriza por un trazo continuo. En cambio, el paisaje no tiene esta línea, sino que tiene la línea recorte, que es la línea que no está dibujada expresamente, sino que aparece por la intersección de dos superficies de tonalidades diferentes.
- El color. La obra se caracteriza por los colores cálidos característicos de Gauguin: tonalidades amarillas, rojas y naranjas. Aunque se combinan con algunos colores fríos, como en el cabello o la vegetación verde del fondo, predomina el colorido sensual.
- Textura. La textura de la obra es visual y se caracteriza por la ausencia de rugosidad y por la suavidad. La pincelada da forma a los cuerpos. En cambio, en el fondo se utiliza una pincelada vertical.
- Luz. La intensidad luminosa de los colores, destacada aún más por la ausencia de sombras, hace que se destaque por igual a las personas, el perro o la vegetación. Esto refuerza la sensación de naturalidad, de integración de hombre y naturaleza.